# شهرستان میانچی
شهرستان میانچی (به لاتین: Mianchi County) یک منطقهٔ مسکونی در چین است که در سانمنشیا واقع شده‌است.